# Zeinab Mamedyarova

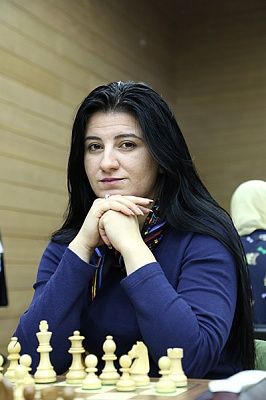
Mamedyarova in 2017

Zeinab Hamid qizi Mamedyarova (Azerbeidzjaans: Zeynəb Həmid qızı Məmmədyarova) (Sumqayıt, 3 oktober 1983) is een Azerbeidzjaanse schaakster. Zij is een grootmeester bij de vrouwen (WGM). Ze was drie keer nationaal kampioen bij de vrouwen.

## Schaakcarrière
In 2000 won Mamedyarova het Wereldkampioenschap schaken voor jeugd in de categorie meisjes tot 18 jaar, gehouden in Oropesa del Mar en behaalde een zilveren medaille op de 34e Schaakolympiade, gehouden in Istanboel. In 2002 won ze het Europees schaakkampioenschap voor junioren (meisjes) in Bakoe en behaalde een bronzen medaille op de 35e Schaakolympiade in Bled. In juli 2007 was haar Elo-rating 2384.
Mamedyarova won het vrouwenkampioenschap van Azerbeidzjan in 2001, 2008 en 2015. In 2009 nam ze deel aan de Istanboel-ronde van de FIDE Grand Prix voor vrouwen.
In 2016 werd ze met het Azerbeidzjaanse vrouwenteam achtste op de in Bakoe gehouden 42e Schaakolympiade; ze speelde aan het eerste bord.

## Persoonlijk leven
Ze is de oudere zus van GM Shakhriyar Mamedyarov (geb. 1985) en WGM Turkan Mamedyarova (geb. 1989). Zeinab is gehuwd en heeft een zoon.

## Externe koppelingen
- (en)   Informatie over schaakpartijen van Zeinab Mamedyarova op ChessGames.com
- (en)   Informatie over schaakpartijen van Zeinab Mamedyarova op 365chess.com
- (en)  FIDE-ratinggegevens voor Zeinab Mamedyarova